# Gibraltar National League 2022/23 (vrouwen)
In 2022/23 werd de 22e editie van de Gibraltar National League gespeeld. Lions Gibraltar FC won de competitie voor vijfde keer. De competitie begon op 28 september 2022 en duurde tot en met 19 januari 2023.

## Teams
| Team               | Trainer        | Aanvoerder       | T-shirts | T-shirts sponsor   |
| ------------------ | -------------- | ---------------- | -------- | ------------------ |
| Europa FC          | Gayle Langtry  | Paula Costa      | Kappa    | Situs Construction |
| Gibraltar Wave FC  | Ernest Tomsett | Amanda Jackson   | Joma     | FanPlay 365        |
| Lions Gibraltar FC | Kyle Edwards   | Andrya Rowbottom | Macron   |                    |
| Lynx FC            | José Navas     | Isabella Laguea  | Givova   | Grupo Casais       |
| Manchester 62 FC   | Michael Anton  | Abigal Evans     | Macron   | GADS               |

## Stand
| Pos | Team                   | Wed | W | G | V | Ptn | DV | DT | +/− | Kwalificatie                                                         |
| --- | ---------------------- | --- | - | - | - | --- | -- | -- | --- | -------------------------------------------------------------------- |
| 1   | Lions Gibraltar FC (C) | 8   | 8 | 0 | 0 | 24  | 48 | 3  | +45 | Mogelijk Kwalificatievoorronde UEFA Women's Champions League 2023/24 |
| 2   | Europa FC              | 8   | 5 | 0 | 3 | 15  | 63 | 12 | +51 |                                                                      |
| 3   | Lynx FC                | 8   | 4 | 0 | 4 | 12  | 17 | 43 | −26 |                                                                      |
| 4   | Gibraltar Wave FC      | 8   | 2 | 0 | 6 | 6   | 9  | 31 | −22 |                                                                      |
| 5   | Manchester 62 FC       | 8   | 1 | 0 | 7 | 3   | 4  | 52 | −48 |                                                                      |

## Resultaten
| Thuis \ Uit        | EFC  | GWA | LGI | LYN  | MAN  |
| ------------------ | ---- | --- | --- | ---- | ---- |
| Europa FC          |      | 9–0 | 0–3 | 16–0 | 16–0 |
| Gibraltar Wave FC  | 3–0  |     | 0–8 | 2–4  | 4–3  |
| Lions Gibraltar FC | 5–1  | 3–0 |     | 10–0 | 8–0  |
| Lynx FC            | 1–7  | 3–0 | 2–8 |      | 3–0  |
| Manchester 62 FC   | 0–14 | 1–0 | 0–3 | 0–4  |      |

## Statistieken

### Topscores
| Rank | Speler           | Club            | Doelpunten |
| ---- | ---------------- | --------------- | ---------- |
| 1    | Andrea López     | Europa          | 21         |
| 2    | Mollie Karp      | Lions Gibraltar | 12         |
| 3    | Harley McGuigan  | Europa          | 10         |
| 4    | Mara Todoran     | Europa          | 9          |
| 5    | Renai Marcus     | Europa          | 7          |
| 5    | Alexandra Holt   | Lions Gibrlatar | 7          |
| 7    | Reighann Olivero | Lions Gibraltar | 6          |
| 8    | Kayleigh Ferro   | Lions Gibraltar | 5          |
| 8    | Joelle Gilbert   | Lions Gibraltar | 5          |
| 8    | Nicole Nash      | Lynx            | 5          |

### Hattricks
| Speler           | Voor               | Tegen             | Resultaat | Datum             |
| ---------------- | ------------------ | ----------------- | --------- | ----------------- |
| Harley McGuigan5 | Europa FC          | Manchester 62 FC  | 14–0 (A)  | 28 september 2022 |
| Andrea López6    | Europa FC          | Manchester 62 FC  | 14–0 (A)  | 28 september 2022 |
| Mollie Karp      | Lions Gibraltar FC | Lynx FC           | 10–0 (H)  | 12 oktober 2022   |
| Andrea López4    | Europa FC          | Gibraltar Wave FC | 9–0 (H)   | 19 oktober 2022   |
| Reighann Olivero | Lions Gibraltar FC | Europa FC         | 5–1 (H)   | 26 oktober 2022   |
| Joelle Gilbert   | Lions Gibraltar FC | Lynx FC           | 8–2 (A)   | 23 november 2022  |
| Mara Alvez       | Lions Gibraltar FC | Manchester 62 FC  | 8–0 (H)   | 30 november 2022  |
| Mollie Karp4     | Lions Gibraltar FC | Gibraltar Wave FC | 8–0 (A)   | 13 december 2022  |
| Mara Todoran     | Europa FC          | Lynx FC           | 7–1 (A)   | 14 december 2022  |
| Andrea López6    | Europa FC          | Lynx FC           | 16–0 (H)  | 22 december 2022  |
| Harley McGuigan  | Europa FC          | Lynx FC           | 16–0 (H)  | 22 december 2022  |
| Renai Marcus     | Europa FC          | Manchester 62 FC  | 16–0 (H)  | 6 januari 2023    |
| Andrea López4    | Europa FC          | Manchester 62 FC  | 16–0 (H)  | 6 januari 2023    |
| Nicole Nash      | Lynx FC            | Gibraltar Wave FC | 4–2 (A)   | 19 januari 2023   |

### Clean sheets
| Rank | Speler             | Club            | Clean sheets |
| ---- | ------------------ | --------------- | ------------ |
| 1    | Sophie Ward        | Europa          | 3            |
| 1    | Chelsea Grech      | Lions Gibraltar | 3            |
| 3    | Isabel Chico Nuñez | Lynx            | 2            |
| 4    | Tess Beckwith      | Europa          | 1            |
| 4    | Zamara Espinosa    | Lions Gibraltar | 1            |
| 4    | Gianna Grech       | Manchester 62   | 1            |

## Kampioen
| 2022/23                                |
| Gibraltar                              |
| -------------------------------------- |
| Lions Gibraltar FC Kampioen (5° titel) |